# Hakob Tonoyani anvan Sowpergavat' 1997
La Hakob Tonoyani anvan Sowpergavat' 1997 è stata la seconda edizione della supercoppa armena di calcio.
La partita fu disputata dal P'yownik, vincitore del campionato, e dall'Ararat, vincitore della coppa.
L'incontro si giocò il 15 giugno 1997 e vinse il P'yownik, al suo primo titolo dopo la sconfitta nella stagione precedente.

## Tabellino
| Erevan 15 giugno 1997                                           | P'yownik  | 2 – 0 | Ararat | Stadio Hrazdan |
| \| \| \| \| \| Avetisian 75’ Shahgeldian 86’ \| Marcatori \| \| |           |       |        |                |
|                                                                 |           |       |        |                |
| Avetisian 75’ Shahgeldian 86’                                   | Marcatori |       |        |                |